# Teenie Hodges
Teenie Hodges, rodným jménem Mabon Lewis Hodges (3. června 1946 – 22. června 2014), byl americký kytarista. Na kytaru začal hrát již v dětství a brzy spolu se svými bratry, baskytaristou Leroyem a klávesistou Charlesem, založil skupinu The Impalas. Později začal spolupracovat se zpěvákem Alem Greenem, se kterým nahrál řadu alb. Spolu s ním rovněž napsal několik písní, jako například „Love and Happiness“ nebo „Take Me to the River“. Jeho synovcem je rapper a herec Drake.